# Novokameanka, Tomakivka
Novokameanka (în ucraineană Новокам`янка) este un sat în comuna Novokîiivka din raionul Tomakivka, regiunea Dnipropetrovsk, Ucraina.

## Demografie
Componența lingvistică a localității Novokameanka
     Ucraineană (86,17%)
     Rusă (13,83%)
Conform recensământului din 2001, majoritatea populației localității Novokameanka era vorbitoare de ucraineană (86,17%), existând în minoritate și vorbitori de rusă (13,83%).